# الحارة (فلم)
الحارة هو فيلم جريمة ودراما أردني، أنتج سنة 2021. الفيلم سيناريو وإخراج باسل غندور، وبطولة منذر رياحنة ونادرة عمران وميساء عبد الهادي وعماد عزمي. ومن إنتاج بيت الشوارب ورولا ناصر وشاهيناز العقاد، وتتولى شركة "ماد سيليوشنز" مهام توزيع الفيلم عربياً، وأخيراً تم عرضه على شبكة نتفلكس. وقد حصل على عرضه العالمي الأول في 8 أغسطس 2021 في ساحة بياتزا جراندي أكبر شاشة سينما في الهواء الطلق بأوروبا، ضمن فعاليات مهرجان لوكارنو السينمائي في سويسرا، حيث سجل أول مشاركة لفيلم أردني طويل في تاريخ المهرجان وأول فيلم عربي يشارك في قسم بياتزا جراندي منذ 2008.

## القصة
تدور أحداث الفيلم في أحد الأحياء الشعبية من العاصمة الأردنية عمّان وتنتشر في هذا الحي حسب رواية الفيلم النميمة والعنف والبلطجة والبطالة والفقر. وتسلط الضوء على قصة شاب "علي" يقطن هذا الحي ويعمل في مجال خداع مرتادي الفنادق الأغنياء مقابل إرسالهم للملاهي الليلية، ويقوم "علي" بفعل المستحيل ليكون مع حبيبته "لانا"، لكن والدتها "أسيل" تقف عائقاً أمام اكتمال قصتهما، وعندما تلتقط كاميرا شخص مبتز مقطعاً مصوراً لهما في وضع حميمي، تلجأ الأم في الخفاء إلى عصابة يقودها مجرم خطير "عباس" لتضع حداً لما يحدث.
قام قائد العصابة "عباس" بتهديد وضرب "علي" محذراً إياه من الإقتراب من "لانا" بالإضافة لمنعه من العمل في الملاهي الليلية. بدأ "علي" بالتخطيط للانتقام من "عباس" وبنفس الوقت الهروب مع حبيبته ليتزوجا بعيداً عن الحي. وفعلاً نفذ علي خطته وسرق أموال "عباس" وشوه لسانه، ثم هرب مع حبيبته لأحد الفنادق. لكن "لانا" رفضت السرقة والكذب الذي قام به "علي" فعادت لبيتها، وفي محاولة "علي" لإعادتها قامت والدتها بطعنه أثناء ثورة غضب، لتقوم الأم "أسيل" بإخفاء الجريمة برفقة زوجها السابق "توتو". لكن الجريمة أيضاً تم تصويرها، لتبدأ قصة جديدة مع الابتزاز ومحاولة أكثر من شخصية السيطرة على المال الذي سرقه علي.

## طاقم العمل
- منذر رياحنة بدور عباس رئيس العصابة.[2]
- نادرة عمران بدور الأم أسيل.
- عماد عزمي بدور علي.
- بركة رحماني بدور لانا.
- ميساء عبد الهادي بدور هنادي مساعدة رئيس العصابة.
- نديم ريماوي بدور الأب توتو.
- إبراهيم نوابنة بدور داود أحد أفراد العصابة.
- إسلام العوادي بدور صبري.
- ليان كتخدا بدور نورا.
- مجد عيد بدور سلطان.
- حازم عليان بدور خالد.

## الانتقادات
واجه فيلم الحارة نقداً لاذعاً من بعض الأردنيين، بسبب الشتائم التي تم وصفها من قبلهم بالبذيئة، واتهم البعض الفيلم بأنه غير واقعي ولا يمثل واقع الشعب الأردني، وبأن هذه الشتائم ليست منتشرة بالشكل الذي صوره الفيلم.
فيما رأى البعض الآخر أنه يمثل الواقع، وأن الفيلم اعترف بالمشاكل الاجتماعية التي يعاني منها المجتمع الأردني، كما وأن الفيلم لاقى ردود فعل ايجابية خارج الأردن على عكس ما واجهه داخل الأردن.

## الجوائز والترشيحات
- فاز بجائزة لجنة التحكيم لبرنامج صناعة الأفلام، ضمن فعاليات مهرجان كارلوفي فاري السينمائي الدولي في جمهورية التشيك.
- حصل أيضاً على جائزتين من ملتقى القاهرة السينمائي للأفلام الروائية في مرحلة ما بعد الإنتاج ضمن فعاليات مهرجان القاهرة السينمائي الدولي.
- جائزة لجنة التحكيم الكبرى (الجائزة الذهبية) من مهرجان أنوناي في دورته 39 في فرنسا.[5]
- جائزة الجمهور في مهرجان مالمو السويدي للسينما العربية مع تنويه خاص من لجنة التحكيم.[6]
- ترشح لـ4 جوائز في جوائز النقاد للأفلام العربية التي يقدمها مركز السينما العربية على هامش فعاليات مهرجان كان السينمائي.[7]

### الدعم والمساعدة
- دعم مادي من صندوق الأردن لدعم الأفلام التابع للهيئة الملكية الأردنية للأفلام.
- دعم من مؤسسة الدوحة للأفلام بقطر.
- دعم من مهرجان البحر الأحمر السينمائي الدولي بالسعودية.
- دعم من منتدى سورفند لترويج الأفلام التابع لـصندوق النرويج لدعم سينما الجنوب.